# London Museum Docklands
Le London Museum Docklands, situé quai des Antilles à Londres, est un musée d'histoire anglais qui retrace le développement du port de Londres et le lien historique des docks avec la traite négrière transatlantique. Cette antenne du Musée de Londres a ouvert en 2003 et occupe un des anciens entrepôts de denrées coloniales, de style géorgien, construits en 1802 et classés « Grade I ». L'entrée du musée est gratuite.

## Histoire

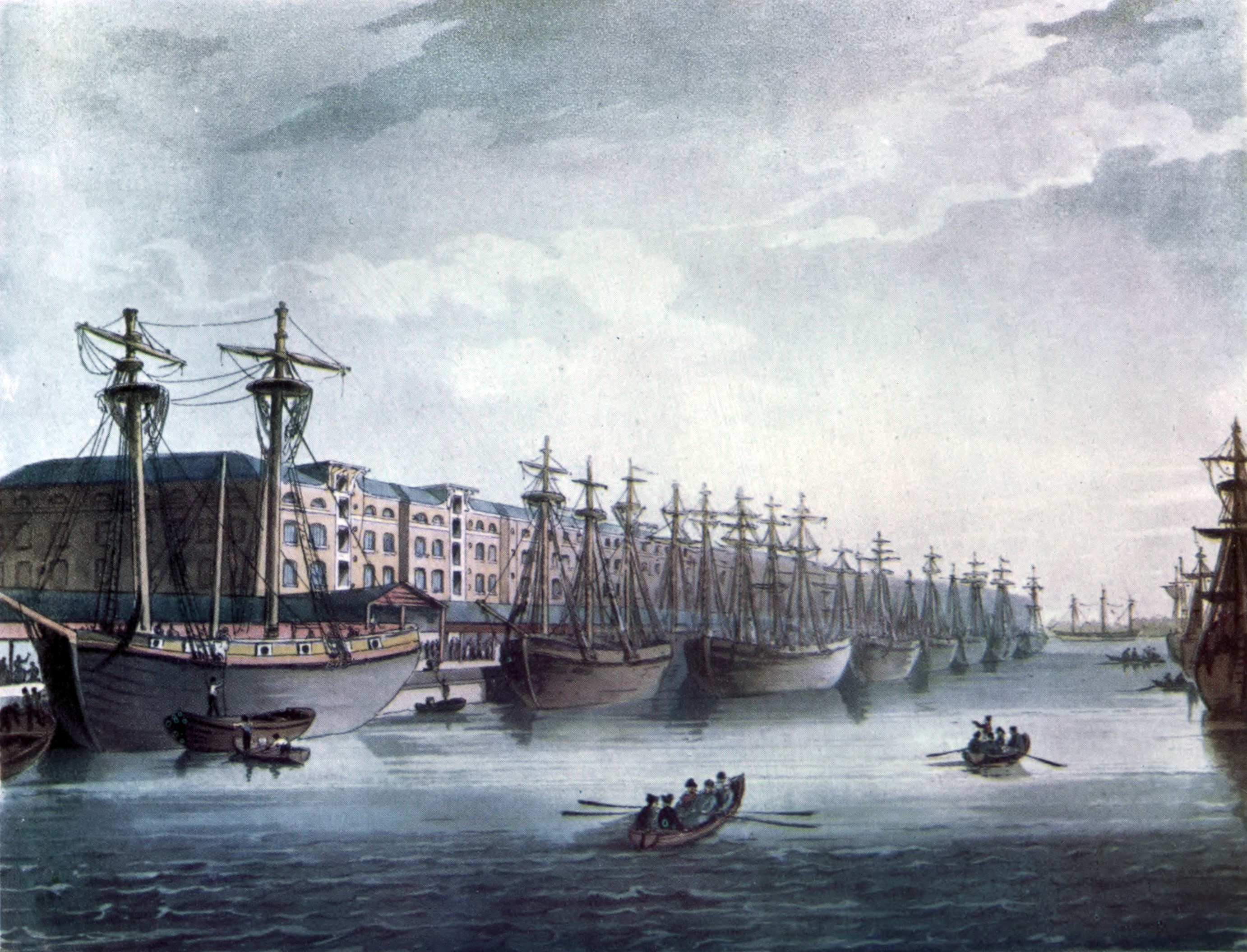
Le quai des Antilles en 1810. Les entrepôts furent construits à la demande des planteurs, négociants et armateurs négriers.

Les entrepôts du quai des Antilles (en), quartier de Docklands, ont été construits en 1802 par les riches propriétaires de plantations coloniales afin d'y stocker le sucre produit par les esclaves. C'est dans l'un de ces magasins de stockage qu'en 2003, le Musée de Londres, qui présente l'histoire de la ville, ouvre une antenne consacrée au 2000 ans d'histoire du port, de l'arrivée des Romains à la reconversion du quartier de Canary Wharf, en passant par la piraterie et la Seconde Guerre mondiale.
En 2007, à l'occasion du bicentenaire de la loi de 1807 interdisant la participation britannique à la traite négrière (mais pas encore l'esclavage), le musée inaugure une exposition permanente intitulée London, Sugar & Slavery (« Londres, sucre et esclavage »). Financée par le National Lottery Heritage Fund et la Renaissance in the Regions, le nouvel espace aborde l'importance économique du sucre et de la traite atlantique pour Londres qui, avec 2 704 expéditions organisées, est le deuxième plus important port négrier d'Europe, derrière Liverpool et devant Bristol.

## Collection
Au sein du musée, les visiteurs sont guidés chronologiquement à travers les expositions. Une grande partie de la collection du musée provient des archives de l'Autorité portuaire de Londres, intégrées aux collections portuaires et fluviales du musée de Londres dans les années 1970.
L'exposition « Londres, sucre et esclavage » présente 140 objets, des œuvres d'art, des films, une installation son et lumière, des panneaux d'exposition traditionnels et des écrans interactifs. Parmi eux, on trouve des sucriers abolitionnistes, des perles de verre fabriquées à Hammersmith et des pipes à tabac en argile en forme de têtes africaines, des cartes, des chronologies ou encore des artefacts ouest-africains vieux de 1 000 ans. À chaque fois, l'histoire mondiale de la traite négrière et de l'esclavage colonial est mis en balance avec l'histoire nationale et locale.

## Galerie

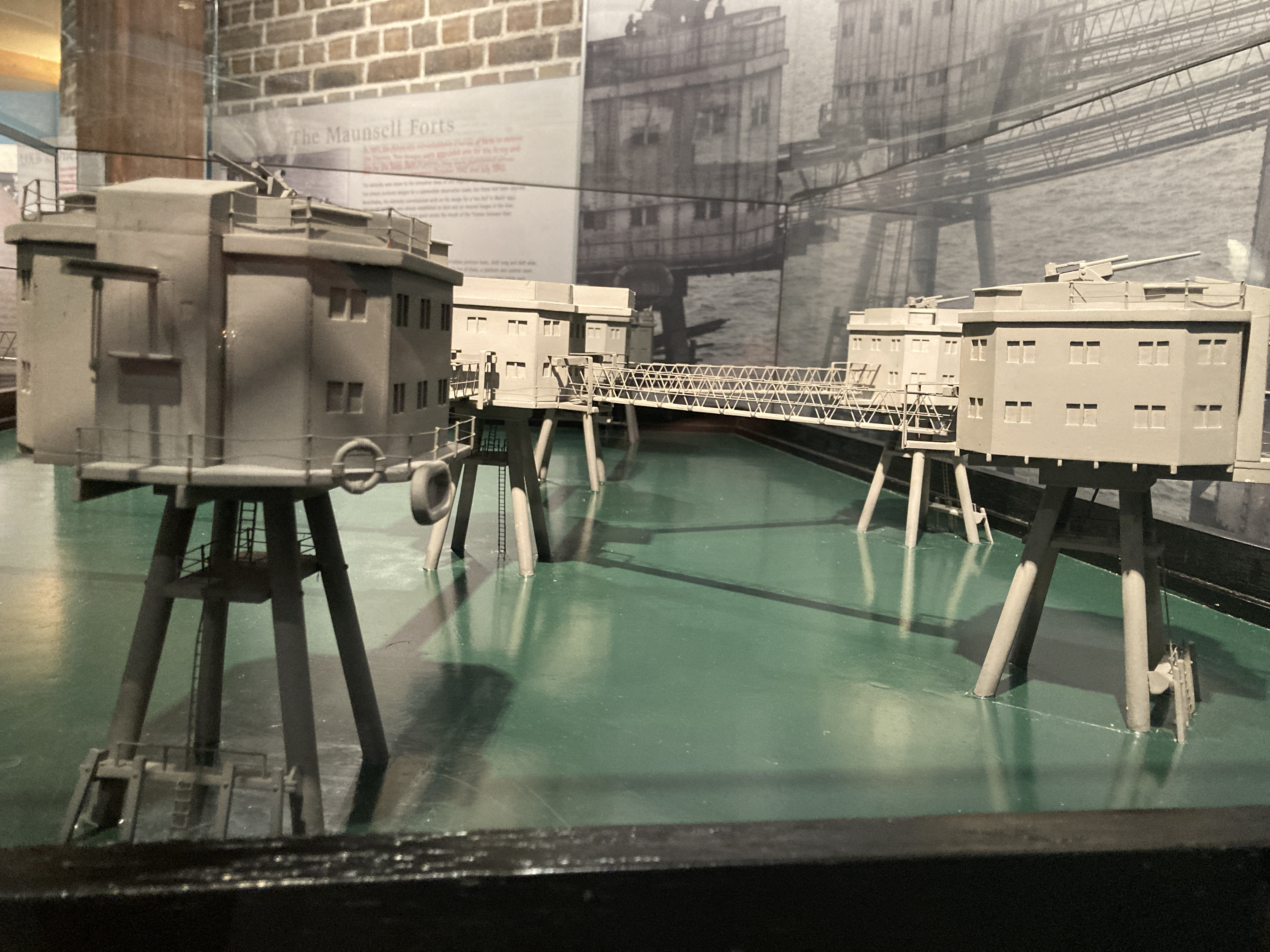
Maquette des forts Maunsell.
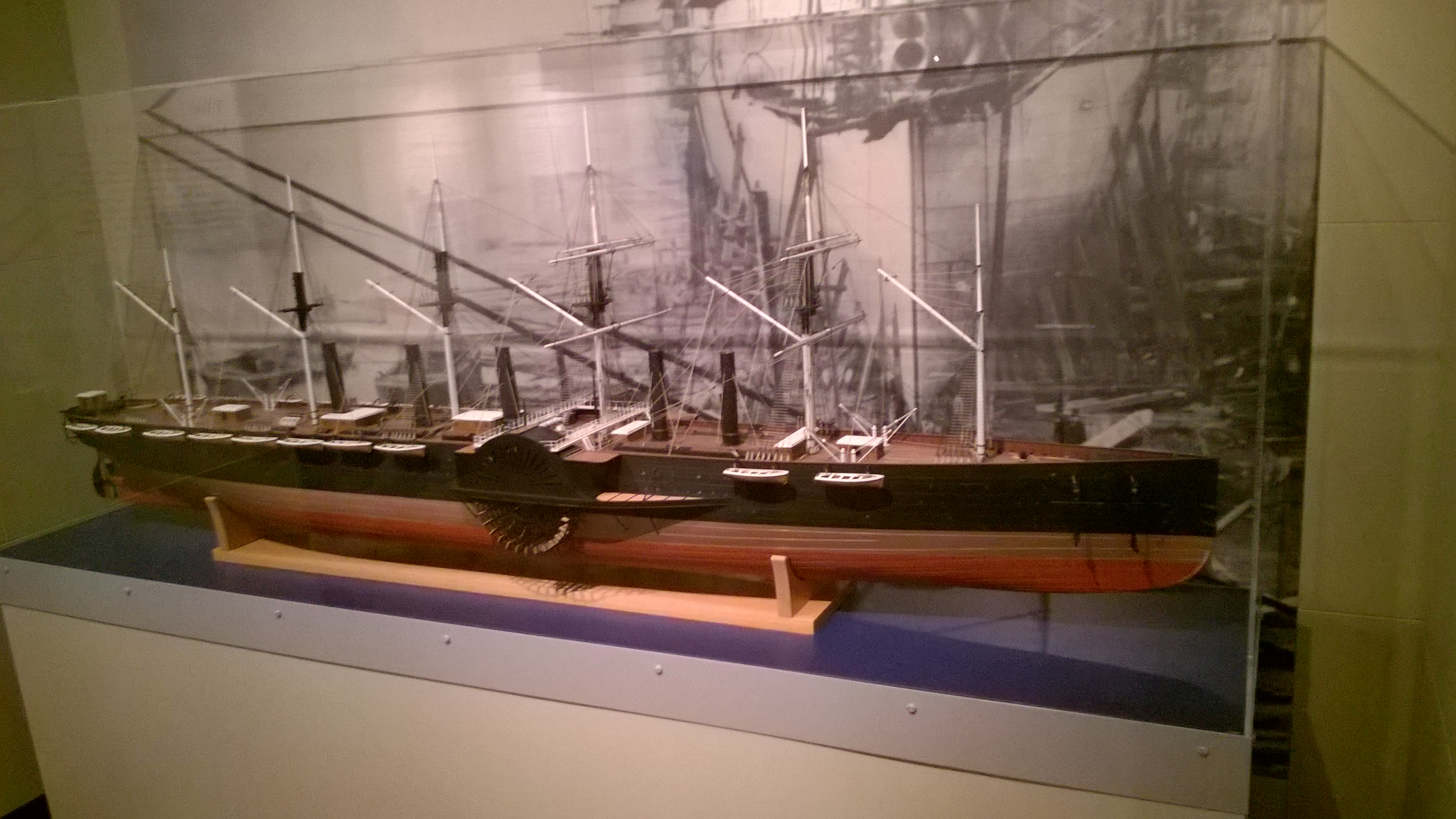
Maquette du SS Great Eastern, plus grand bateau du XIXe siècle.
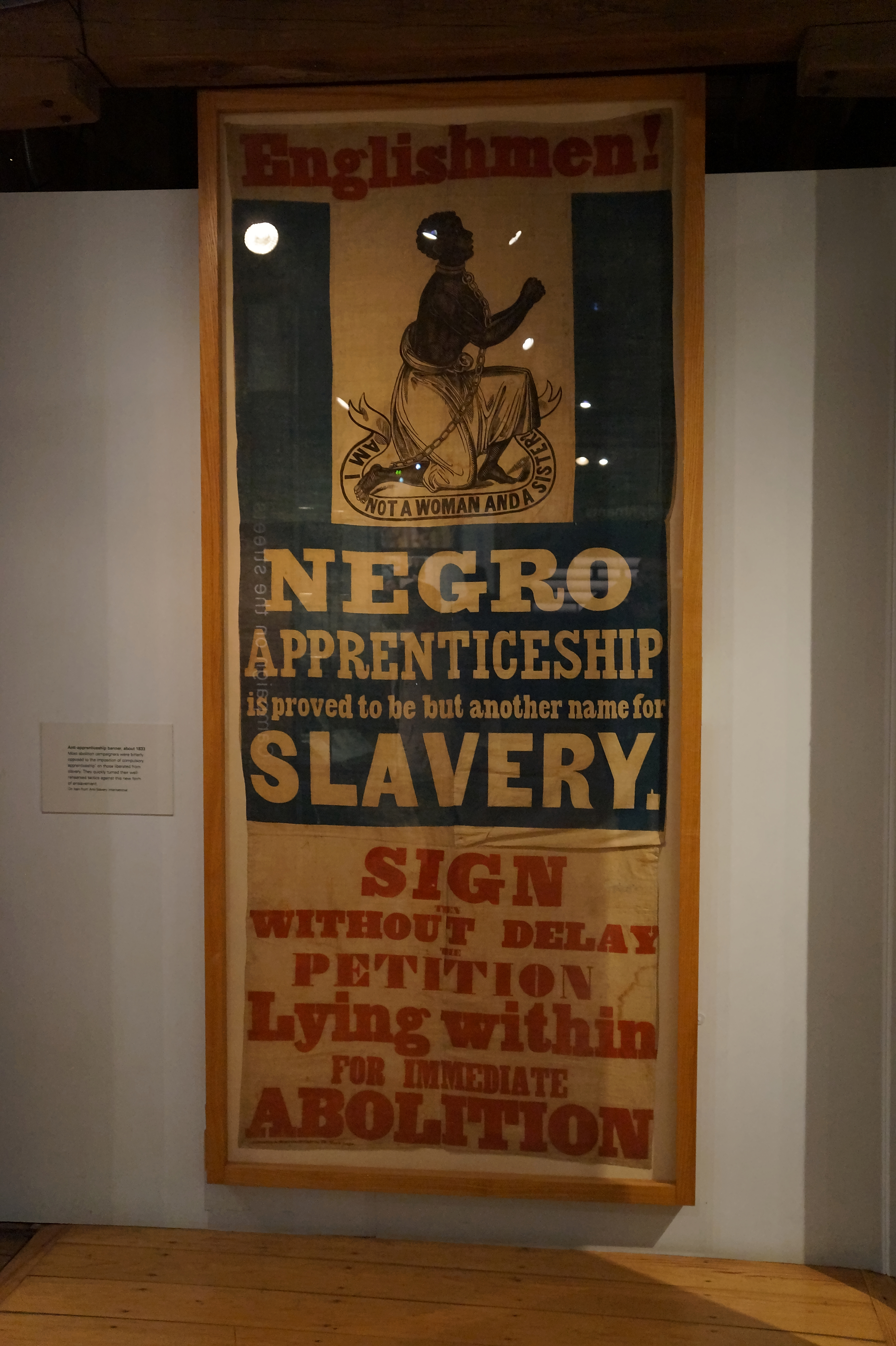
Bannière contre l'« apprentissage », abolition graduelle de l'esclavage.